# Ramón Martínez Pérez
Ramón Martínez Pérez vagy Ramoní (Melilla, 1929. február 6. – 2017. január 6.) válogatott spanyol labdarúgó, fedezet.

## Pályafutása
1949 és 1958 között a Sevilla, 1958 és 1960 között a Granada, 1960 és 1962 között a Málaga labdarúgója volt. 1952-ben két alkalommal szerepelt a spanyol válogatottban.